# 45 Ophiuchi
45 Ophiuchi, som är stjärnans Flamsteed-beteckning, är en ensam stjärna i den södra delen av stjärnbilden Ormbäraren, som också har Bayer-beteckningen d Ophiuchi. Tidigare hade den beteckningen Theta Telescopii. Den har en skenbar magnitud på ca 4,28 och är synlig för blotta ögat där ljusföroreningar ej förekommer. Baserat på parallaxmätning inom Hipparcosuppdraget på ca 29,2 mas, beräknas den befinna sig på ett avstånd på ca 112 ljusår (ca 34 parsek) från solen. Den rör sig bort från solen med en heliocentrisk radialhastighet av ca 38 km/s.

## Egenskaper
45 Ophiuchi A är en gul till vit jättestjärna av spektralklass F5 III-IV, som anger blandade egenskaper hos en underjätte och en jättestjärna. Den har en massa som är ca 1,7 solmassor, en radie som är ca 3,2 solradier och utsänder ca 19 gånger mera energi än solen från dess fotosfär vid en effektiv temperatur på ca 6 750 K.